# Xã Green, Quận Randolph, Indiana
Xã Green (tiếng Anh: Green Township) là một xã thuộc quận Randolph, tiểu bang Indiana, Hoa Kỳ. Năm 2010, dân số của xã này là 957 người.